# Święte góry chińskie
Święte góry chińskie – określenie odnoszące się do dwóch grup gór, jednej związanej z taoizmem i drugiej z buddyzmem. W obu przypadkach świętość gór wynikała z faktu, że były ważnymi centrami religijnymi odwiedzanymi przez licznych pielgrzymów.

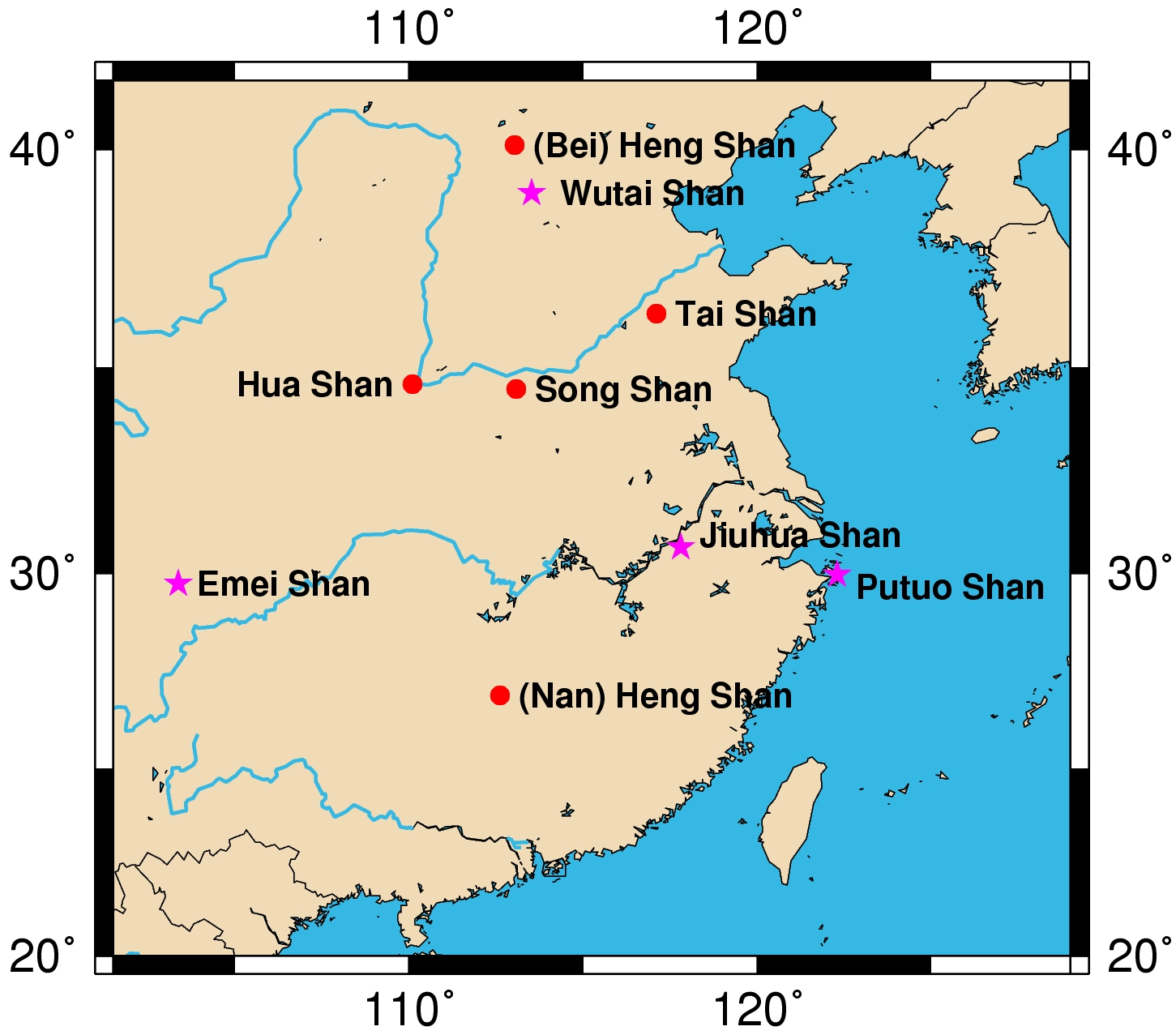
Mapa położenia geograficznego świętych gór

## Pięć wielkich gór taoizmu
Taoistyczne pięć wielkich gór (五岳, Wǔyuè) ulokowane jest zgodnie z chińskimi zasadami stron świata, gdzie centrum również wyznacza kierunek:
- wschód – Tai Shan (臺山/泰山), w prowincji Szantung, 1545 m
- zachód – Hua Shan (華山/华山), w prowincji Shaanxi, 1997 m
- południe – Heng Shan (衡山), w prowincji Hunan, 1290 m
- północ – Heng Shan (恆山/恒山), w prowincji Shanxi, 2017 m
- centrum – Song Shan (嵩山/嵩山), w prowincji Henan, 1494 m

Zgodnie z mitologią chińską, święte góry pochodzą z głowy oraz kończyn Pangu, stworzyciela świata, pierwszej istoty narodzonej z kosmicznego jaja. Z jego ciała powstały niebo, ziemia i wszystkie ziemskie stworzenia.

## Cztery święte góry buddyzmu
Buddyjskie cztery święte góry (四大佛教名山, Sìdà Fójiào Míngshān) to:
- Wutai Shan (五臺山/五泰山), w prowincji Shanxi, 3058 m
- Emei Shan (峨嵋山/峨嵋山), w prowincji Syczuan, 3099 m
- Jiuhua Shan (九華山/九华山), w prowincji Anhui, 1341 m
- Putuo Shan (普陀山/普陀山), w prowincji Zhejiang, 291 m